# Шрамков, Пётр Порфирьевич
Пётр Порфирьевич Шрамков (16 января 1864 — ?) — полковник Российской императорской армии. Участник Первой мировой войны. Кавалер ордена Святого Георгия 4-й степени (1917) и Георгиевского оружия (1915).

## Биография
Пётр Порфирьевич Шрамков родился 16 января 1864 года. По вероисповеданию был православным. Окончил военную прогимназию.
20 августа 1880 года поступил на службу в Российскую императорскую армию. Военное образование получил в Одесском пехотном юнкерском училище, из которого был выпущен в 25-й пехотный Смоленский полк. 7 апреля 1884 года получил старшинство в чине прапорщика, 30 августа 1884 года в получил старшинство в чине подпоручика, 30 августа 1888 года получил старшинство в чине поручика, 15 марта 1894 года получил старшинство в чине штабс-капитана. Затем окончил Офицерскую стрелковую школу с оценкой успешно. В капитаны был произведён со старшинством с 15 марта 1899 года. В течение девяти лет и 10 месяцев был командиром роты. 26 февраля 1909 года получил старшинство в чине подполковника. По состоянию на 15 мая 1913 года служил в том же чин в 200-м пехотном Кроншлотском полку. 6 мая 1914 года «на вакансию» получил старшинство с присвоением чина полковника
Принимал участие в Первой мировой войне. 25 января 1915 года был назначен командиром 53-го Сибирского стрелкового полка. По состоянию на 1 августа 1916 года служил в том же чине и на той же должности.

## Награды
Пётр Порфирьевич Шрамков был удостоен следующих наград:
- Орден Святого Георгия 4-й степени (Приказ по армии и флоту от 28 августа 1917);
- Георгиевское оружие (Высочайший приказ от 12 июня 1915)
— «за то, что во время боев 19, 20 и 21 ноября 1914 г.. под д. Островце, командуя боевым участком из 5-ти рот 200-го пехотного Кроншлотского полка, при обороне позиций на линии дд. Александрово-Пржече, в течение этих дней, несмотря на понесенные большие потери, отразил все настойчивые повторные атаки значительно превосходящих сил противника и удержал занимаемые им позиции, несмотря на то, что опорный пункт сосднего боевого участка был взят немцами и неприятель занимал по отношению ввренного ему участка угрожающее фланговое положение; такая упорная оборона имела тем более важное значение, что отступление частей его боевого участка поставило бы дивизию в крайне тяжелое положение и до крайности затруднило бы обратное занятие д. Александрово-Коптуры»;
- Орден Святого Владимира 3-й степени с мечами (Высочайший приказ от 27 июля 1915);
- Орден Святого Владимира 4-й степени с мечами и бантом (Высочайший приказ от 16 мая 1915);
- Орден Святой Анны 2-й степени (1910); мечи к ордену (утверждены Высочайшим приказом от 16 мая 1916);
- Орден Святого Станислава 2-й степени (1907);
- Высочайшее благоволение (Высочайший приказ от 30 сентября 1915)
— «за отличия в делах».